# Distrikt Iguaín
Der Distrikt Iguaín liegt in der Provinz Huanta in der Region Ayacucho in Südzentral-Peru. Der Distrikt wurde am 27. Dezember 1926 gegründet. Er besitzt eine Fläche von 71,8 km². Beim Zensus 2017 wurden 2838 Einwohner gezählt. Im Jahr 1993 lag die Einwohnerzahl bei 1770, im Jahr 2007 bei 2697. Sitz der Distriktverwaltung ist die 3025 m hoch gelegene Ortschaft Macachacra mit 437 Einwohnern (Stand 2017). Macachacra liegt 7 km südöstlich der Provinzhauptstadt Huanta.

## Geographische Lage
Der Distrikt Iguaín liegt im Andenhochland im äußersten Südwesten der Provinz Huanta. Im Westen reicht der Distrikt bis an das Ostufer des nach Norden strömenden Unterlaufs des Río Cachi. Das Areal wird über den Río Chinua nach Westen zum Río Cachi entwässert.
Der Distrikt Iguaín grenzt im Westen an den Distrikt Chincho (Provinz Angaraes), im Norden an den Distrikt Huanta, im Osten an den Distrikt Huamanguilla sowie im Süden an den Distrikt Pacaycasa (Provinz Huamanga).

## Ortschaften
Neben dem Hauptort gibt es folgende größere Ortschaften im Distrikt:
- Cangari (336 Einwohner)
- Huayhuas (315 Einwohner)
- Quispicancha (247 Einwohner)
- Villa Florida (354 Einwohner)